# Campeonato da Tchéquia de Ciclismo em Estrada
Os Campeonatos da República Checa de Ciclismo em Estrada são organizados anualmente para determinar o campeão ciclista tcheco de cada ano, em várias modalidades. O título é outorgado ao vencedor que obtêm o direito de usar a maillot com as cores da bandeira da França até o campeonato do ano seguinte. O evento masculino foi realizado pela primeira vez em 1997 e foi vencido por Jaromar Purmensky; já o feminino, realizou-se, primeiro, em 1993, tendo como vencedora a Julie Pekárková.

## Masculino

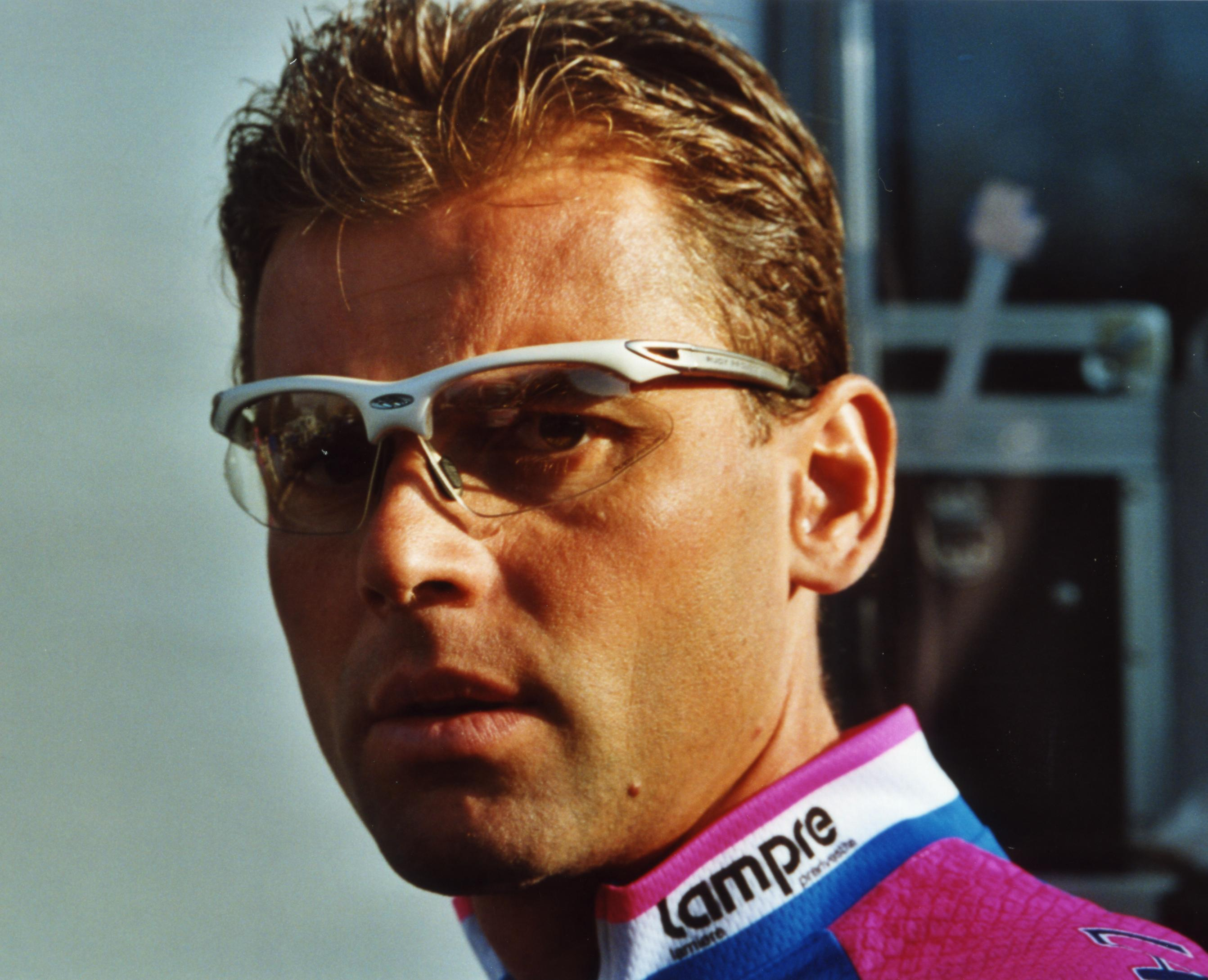
Ján Svorada, campeão em 1998.

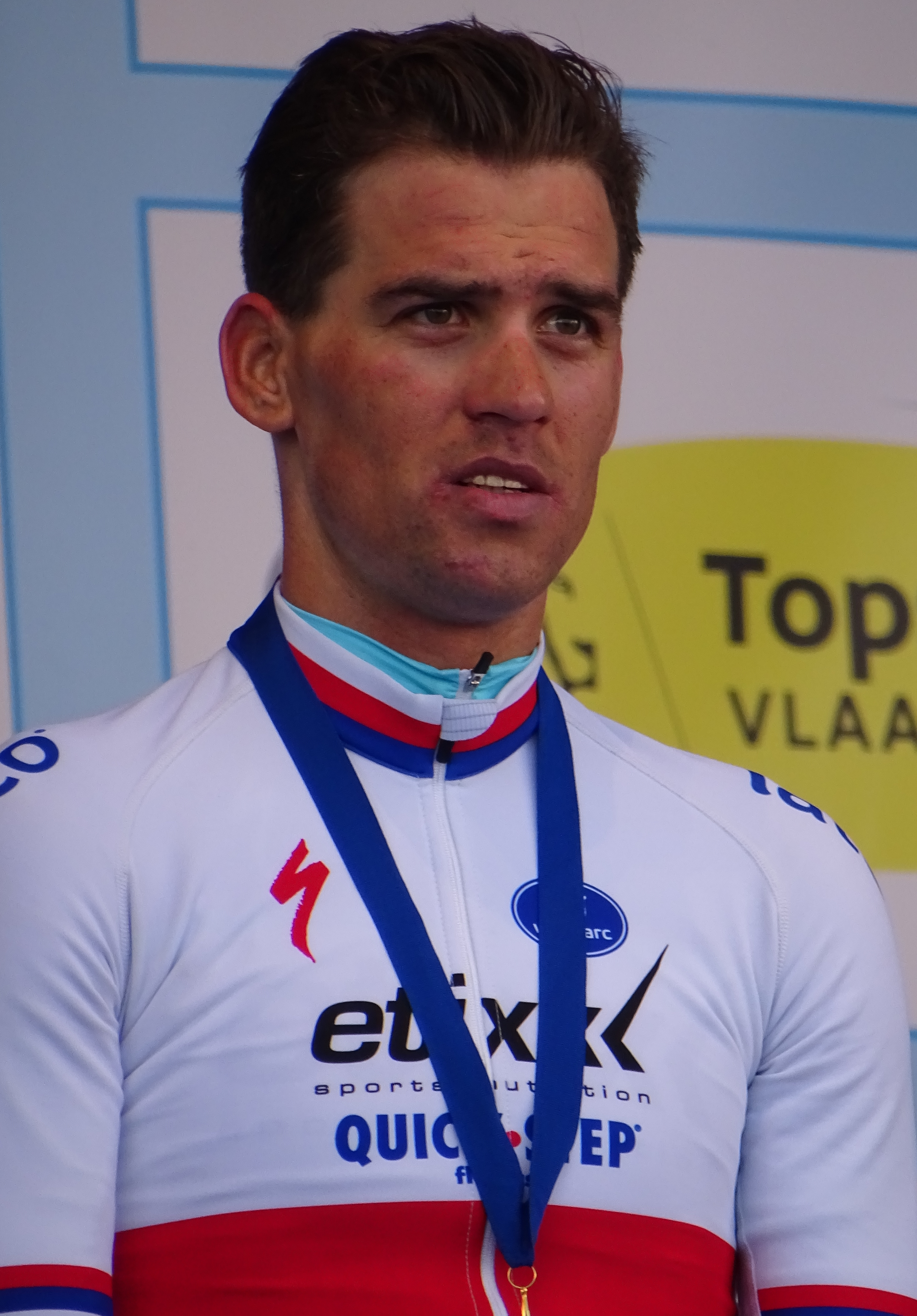
Zdeněk Štybar, campeão da Tchéquia em 2014.

| Ano  | Ouro              | Prata             | Bronze            |
| 1997 | Jaromar Purmensky | Ondřej Fadrny     | Tomáš Konečný     |
| 1998 | Ján Svorada       | Milan Kadlec      | Ondřej Sosenka    |
| 1999 | Tomáš Konečný     | Milan Kadlec      | František Trkal   |
| 2000 | Miloslav Kejvalb  | Milos Pejcha      | Michal Kalenda    |
| 2001 | Jaromir Friede    | Jan Faltynek      | Petr Klasa        |
| 2002 | Ondřej Fadrny     | Tomáš Konečný     | Ondřej Sosenka    |
| 2003 | Lubor Tesař       | Ondřej Fadrny     | Adam Homolka      |
| 2004 | Ondřej Sosenka    | Petr Benčík       | René Andrle       |
| 2005 | Ján Svorada       | Tomáš Bucháček    | Stanislav Kozubek |
| 2006 | Stanislav Kozubek | Petr Pucelik      | René Andrle       |
| 2007 | Tomáš Bucháček    | Tomas Vokrouhlik  | Petr Benčík       |
| 2008 | Petr Benčík       | Martin Hebík      | Stanislav Kozubek |
| 2009 | Martin Mareš      | Jakub Kratochvila | Stanislav Kozubek |
| 2010 | Petr Benčík       | Stanislav Kozubek | Milan Kadlec      |
| 2011 | Petr Benčík       | Leopold König     | Zdeněk Štybar     |
| 2012 | Milan Kadlec      | František Raboň   | Jiří Polnický     |
| 2013 | Jan Bárta         | Martin Bína       | Petr Lechner      |
| 2014 | Zdeněk Štybar     | Petr Vakoč        | Jan Bárta         |
| 2015 | Petr Vakoč        | Leopold König     | František Sisr    |
| 2016 | Roman Kreuziger   | Zdeněk Štybar     | Martin Hunal      |
| 2017 | Zdeněk Štybar     | Josef Černý       | Petr Vakoč        |
| 2018 | Josef Černý       | Jan Bárta         | Jakub Otruba      |
| 2019 | František Sisr    | Tomáš Kalojiros   | Petr Vakoč        |
| 2020 | Adam Ťoupalík     | Zdeněk Štybar     | Petr Vakoč        |
| 2021 | Michael Kukrle    | Dominik Neuman    | Daniel Turek      |

## Feminino

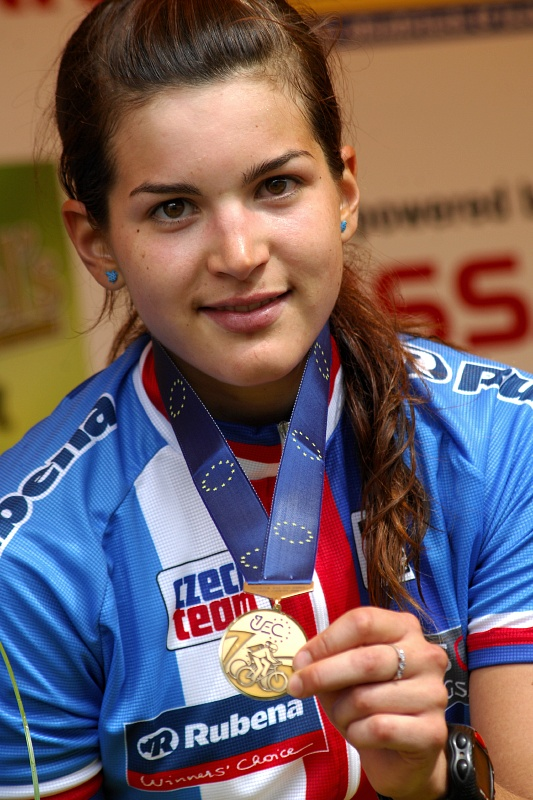
Tereza Huříková, campeã em 2009.

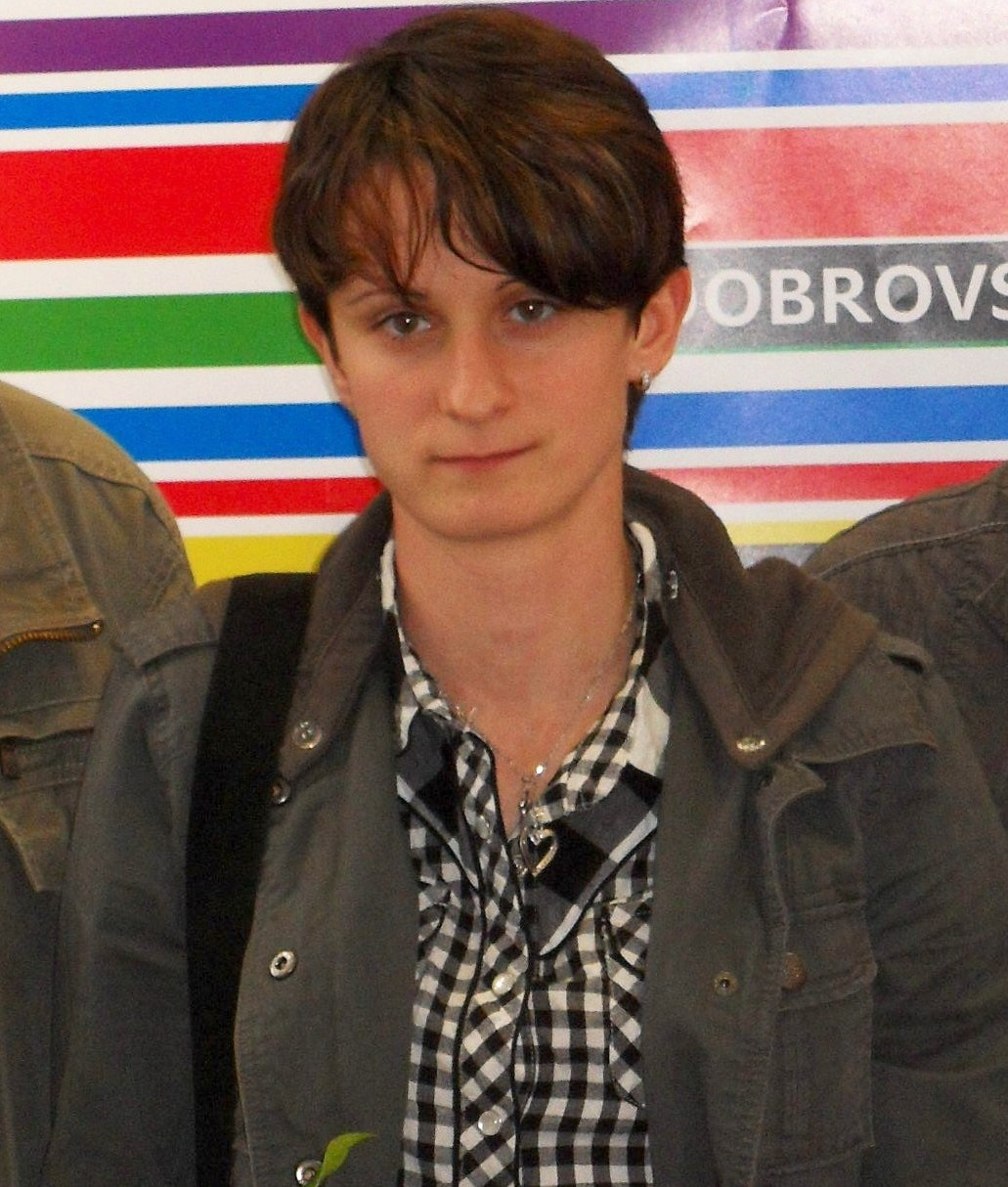
Martina Sáblíková, campeã em 2014.

| Ano  | Ganhador           | Segundo           | Terceiro            |
| ---- | ------------------ | ----------------- | ------------------- |
| 1993 | Julie Pekárková    | Šárka Víchová     | Renata Holová       |
| 1994 | Lenka Těšíková     | Karla Polívková   | Julie Pekárková     |
| 1995 | Šárka Víchová      | Karla Polívková   | Julie Pekárková     |
| 1996 | Julie Pekárková    | Šárka Víchová     | Blanka Navrátilová  |
| 1997 | Miluše Flašková    | Šárka Víchová     | Kristina Obručová   |
| 1998 | Blanka Navrátilová | Lada Kozlíková    | Maria Hostasová     |
| 1999 | Lada Kozlíková     | Miluše Flašková   | Kristina Obručová   |
| 2000 | Lada Kozlíková     | Ilona Bublová     | Karla Polívková     |
| 2001 | Lada Kozlíková     | Karla Polivková   | Ilona Bublová       |
| 2002 | Julie Pekárková    | Zdenka Havlíková  | Kristina Obručová   |
| 2003 | Ilona Bublová      | Julie Pekárková   | Jana Kábrtová       |
| 2004 | Martina Růžičková  | Barbora Bohatá    | Pavla Havlíková     |
| 2005 | Lada Kozlíková     |                   |                     |
| 2006 | Lada Kozlíková     | Pavla Havlíková   | Martina Růžičková   |
| 2007 | Martina Růžičková  | Jarmila Machačová | Pavla Havlíková     |
| 2008 | Martina Růžičková  | Jarmila Machačová | Dana Fialová        |
| 2009 | Martina Růžičková  | Tereza Huříková   | Jarmila Machačová   |
| 2010 | Martina Sáblíková  | Martina Růžičková | Lada Kozlíková      |
| 2011 | Martina Sáblíková  | Martina Růžičková | Jarmila Machačová   |
| 2012 | Pavlína Šulcová    | Martina Růžičková | Martina Sáblíková   |
| 2013 | Martina Sáblíková  | Pavlína Šulcová   | Pavla Havlíková     |
| 2014 | Martina Sáblíková  | Anežka Drahotová  | Pavlína Šulcová     |
| 2015 | Martina Sáblíková  | Zuzana Neckarová  | Barbora Průdková    |
| 2016 | Martina Sáblíková  | Barbora Průdková  | Martina Mikulášková |
| 2017 | Nikola Noskova     | Lucie Hochmann    | Jarmila Machačová   |
| 2018 |                    |                   |                     |
| 2019 |                    |                   |                     |
| 2020 |                    |                   |                     |
| 2021 |                    |                   |                     |
| 2022 |                    |                   |                     |
| 2023 |                    |                   |                     |
| 2024 |                    |                   |                     |